# جيفري إل. فيشر
جيفري إل. فيشر (بالإنجليزية: Jeffrey L. Fisher)‏ هو مدرس أمريكي، ولد في 1971 في ليوود في الولايات المتحدة.